# Andeomastax
Andeomastax is een geslacht van rechtvleugeligen uit de familie Eumastacidae. De wetenschappelijke naam van dit geslacht is voor het eerst geldig gepubliceerd in 1979 door Descamps.

## Soorten
Het geslacht Andeomastax omvat de volgende soorten:
- Andeomastax fibulifer Descamps, 1979
- Andeomastax uncinulifer Descamps, 1979